# 干涉彩色图表

干涉彩色图表(英語：interference colour chart）最早由 Auguste Michel-Lévy 開發，是一種使用岩石顯微鏡鑒定礦物薄片的工具。 由於薄片的厚度已知，礦物在交叉偏光下顯出具有一定且可預測的顏色，根據圖表顏色可以幫助識別礦物。顏色是由雙折射產生的。
使用干涉彩色图表須注意下列事項：
不適用各向同性（isotropic）礦物和金屬礦物。
顯微鏡的載物台應該旋轉直到找到最大雙折射顏色。
因爲礦物被切的方向不同，薄片上的礦物可能不會表現出最大的雙折射。 因此在薄片上，要進行多採樣，以得最大的雙折射值。
若垂直於晶體光軸切割礦物，單軸礦物看起來是各向同性的，這種情況可以通過錐光干涉圖來判別。